# Wasserspinne
Die Wasserspinne (Argyroneta aquatica) oder auch Silberspinne ist die einzige Spinnenart, die nicht an Land, sondern unter Wasser lebt. Ihr Verbreitungsgebiet erstreckt sich von den Britischen Inseln im Westen bis nach Japan im Osten. Die Tiere bevorzugen saubere Seen oder langsam fließende Gewässer. Da die Wasserqualität vielerorts durch Gülle und Pestizide aus der Landwirtschaft beeinträchtigt ist, ist der Bestand stark rückläufig. Sie steht auf der Roten Liste der gefährdeten Arten in der Kategorie „Stark gefährdet“.

## Aussehen
Die männliche Wasserspinne hat fast am ganzen Körper eine beige-gelbe Farbe. An den unteren Beinen ist die Farbe eher dunkelrot. Das Weibchen ist braun.

## Lebensweise
Den für eine Spinne ungewöhnlichen Lebensraum erschließt sie sich, indem sie die benötigte Atemluft unter einem dicht gesponnenen Netz in der Uferzone sammelt. Für das Luftholen streckt die Spinne ihre Hinterbeine und einen Teil ihres Hinterleibes aus dem Wasser und taucht ruckartig wieder ganz unter. Dabei nimmt sie eine Luftblase, die sich zwischen den Haaren und Beinen verfangen hat und den Hinterleib silbrig glänzend umschließt, mit nach unten. An einem der Signalfäden zieht sie sich zu ihrem Luftdepot und streift dort die Luftblase in ihre „Taucherglocke“ (Physikalische Kieme) ab. In diesem Luftspeicher spielt sich der Großteil des Lebens dieser Spinne ab. Durch Diffusion wird der entnommene Sauerstoff aus der Luftblase teilweise wieder ersetzt.

## Jagd
Bei der Jagd nach kleinen Wassertierchen wie Flohkrebsen und Wasserasseln verlässt sie sich auf Signalfäden, die sie im unmittelbaren Bereich ihrer Behausung gespannt hat und die mit dieser verbunden sind. Wenn einer der Fäden eine Bewegung anzeigt, eilt die Spinne blitzschnell am Faden entlang und überwältigt die Beute mit einem giftigen Biss. Danach schleppt sie den Fang in ihren Unterschlupf und saugt ihn dort aus.

## Paarung
Das Männchen ist mit 1,0 bis 1,5 cm nur wenig größer als das Weibchen (0,8 bis 1,5 cm). Nach der Paarung frisst das Weibchen auch nicht das Männchen, wie oft behauptet, sondern beide leben danach noch einige Zeit zusammen.

## Besonderheiten
Wegen ihrer außergewöhnlichen Lebensweise und der starken Gefährdung der Art ist sie im Logo der Arachnologischen Gesellschaft dargestellt. Sie wurde im Jahr 2000 als erste Art in die damals neu errichtete Kategorie „Spinne des Jahres“ gewählt.
Fossile (ausgestorbene) Vertreter dieser Gattung sind Argyroneta antiqua und Argyroneta longipes.

## Galerie

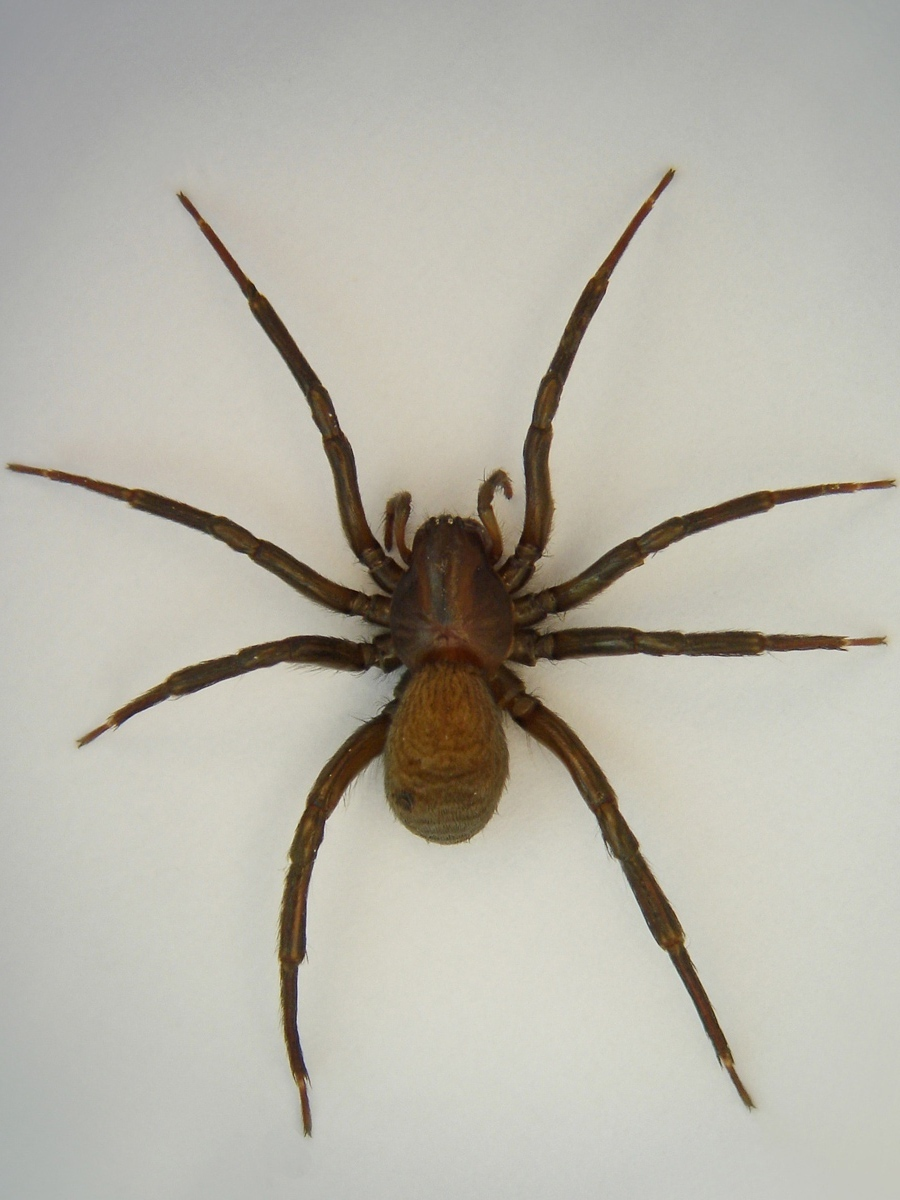
Weibchen
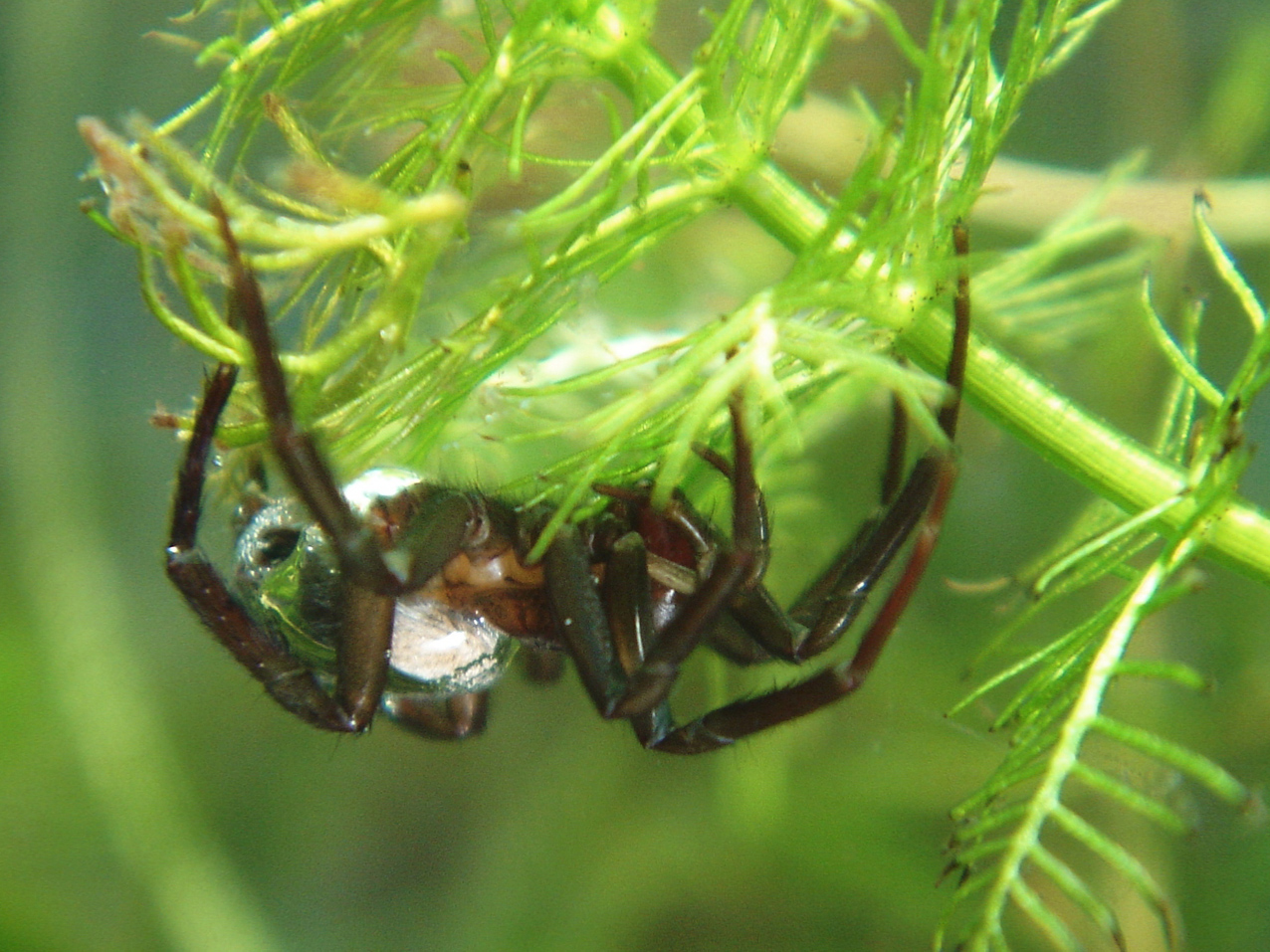
Weibchen von der Seite
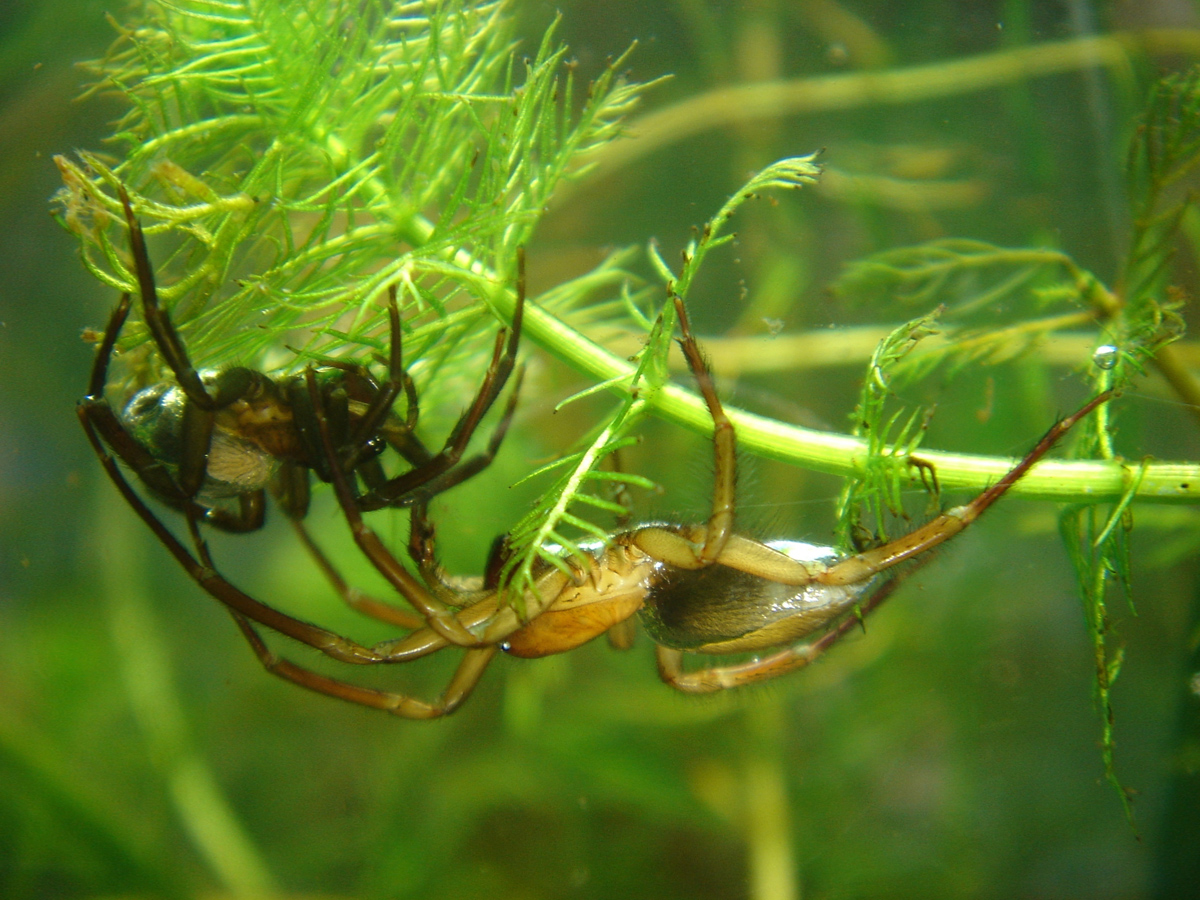
Balz zweier Wasserspinnen
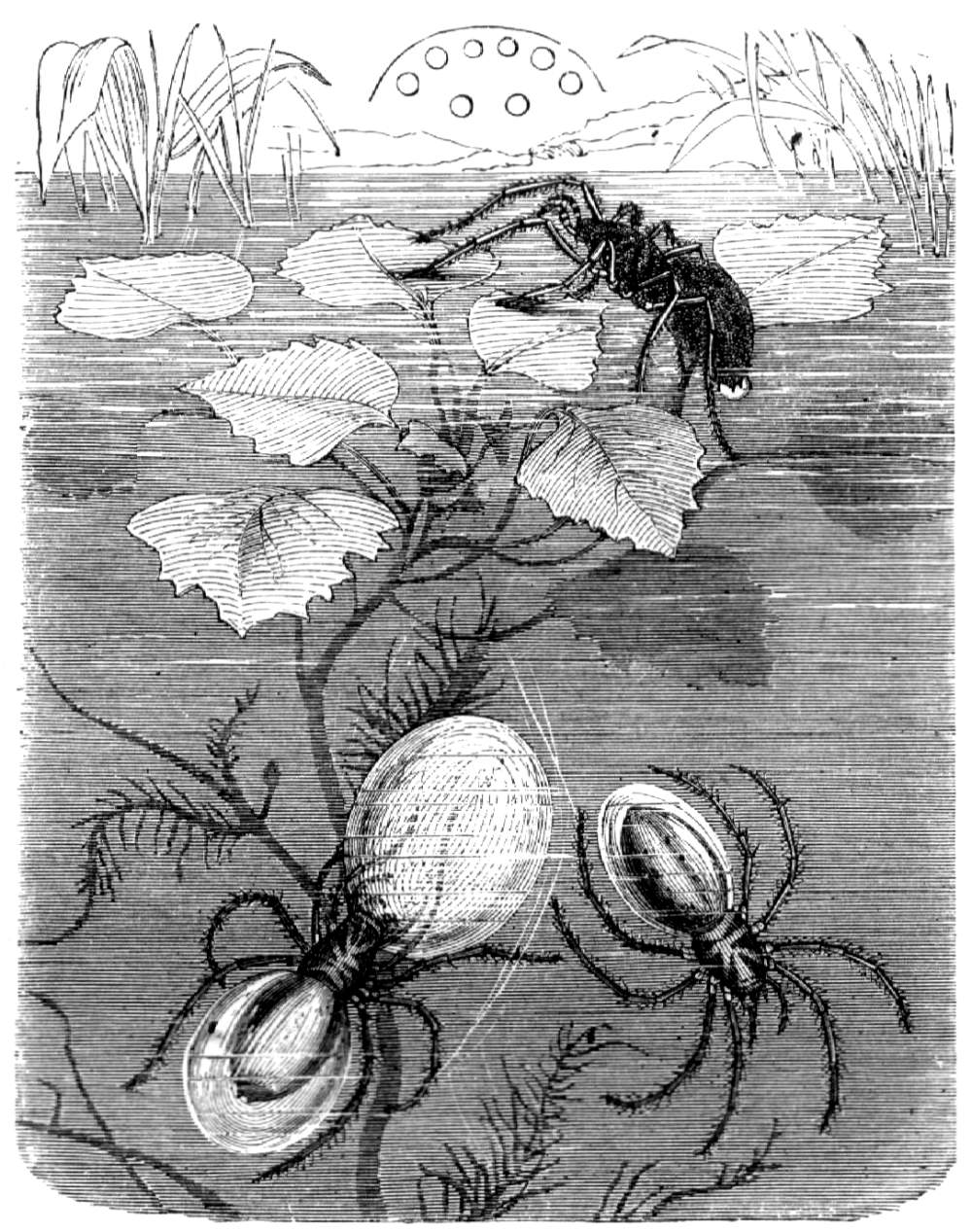
Skizze mehrerer Exemplare
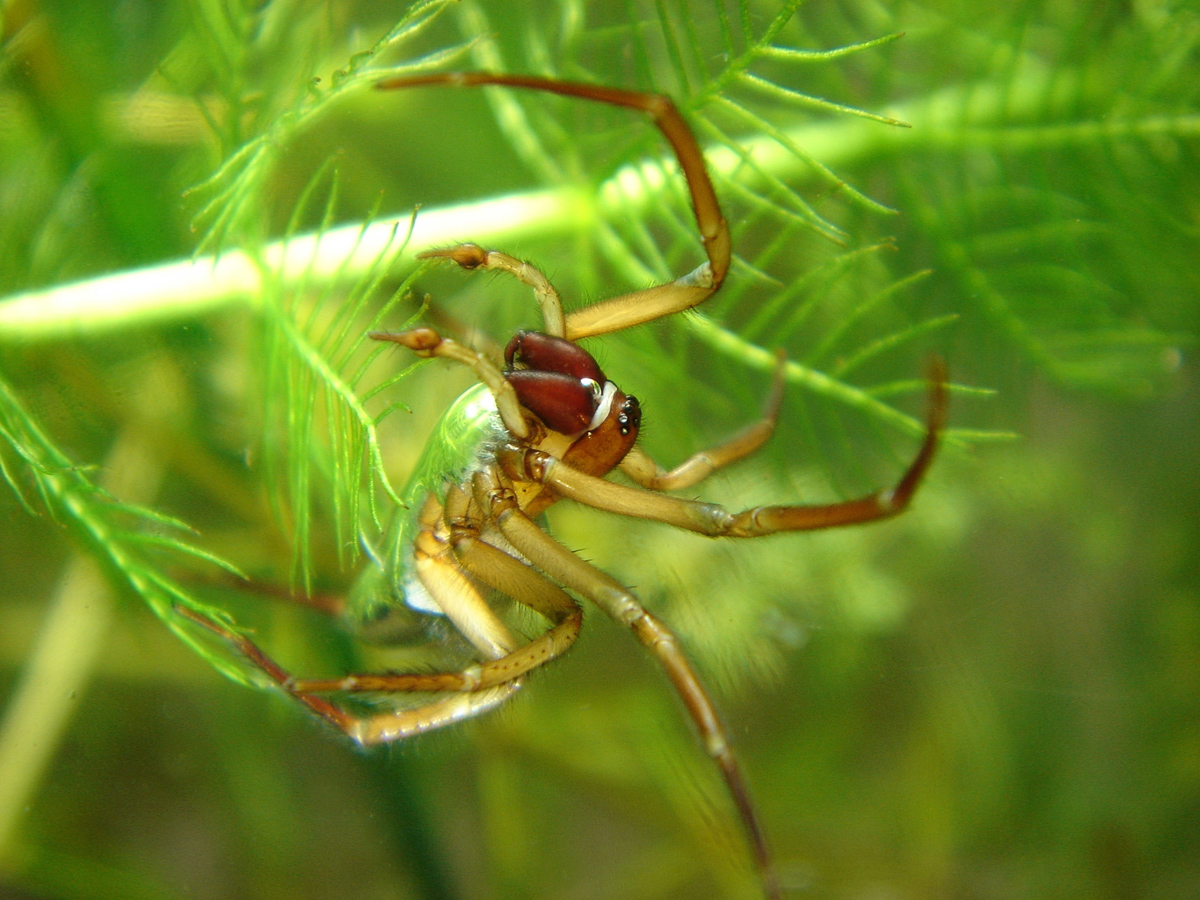
Männchen